# Annual Review of Earth and Planetary Sciences
Annual Review of Earth and Planetary Sciences (англ. щорічний огляд наук про Землю та планети) — щорічний рецензований науковий журнал, який публікується Annual Reviews та охоплює науки про Землю та планети, включаючи геологію, кліматологію, геофізику, довкіллєзнавство, геодинаміку, планетологію, формування планет. Станом на 2024 рік Journal Citation Reports дає журналу імпакт-фактор 11,3. З 2023 року журнал публікується у відкритому доступі.

## Історія
«Annual Review of Earth and Planetary Sciences» вперше був опублікований у 1973 році некомерційним видавцем Annual Reviews. Мета редакційного комітету полягала в створенні оглядових статей, які узагальнювали великий обсяг досліджень у невеликих оглядах, придатних для використання студентами, спеціалістами та неспеціалістами. Наприкінці 1990-х років журнал почав виходити також в електронному вигляді. Зміни формату в 2006 році включали спрощення форматування, визначення на полях, більше кольору та розширення додаткових матеріалів, таких як відео, з оглядом на ширше використання доступу через інтернет.
Розмір окремих томів з часом зріс: томи, опубліковані в 2000, 2007, 2012, і 2013 були відзначені на момент публікації як найбільші томи в історії журналу за кількістю сторінок або кількістю статей. Станом на 2020 рік журнал виходив як у друкованому, так і в електронному вигляді. Деякі з його статей стають доступні в інтернеті ще до публікації тому.

## Тематика та індексація
Журнал визначає свою тематику як огляд найважливіших досягнень у галузі планетознавства, включаючи науку про Землю. Конкретні субдисципліни включають кліматологію, довкіллєзнавство та історію життя на Землі. Кожен том починається з біографії або автобіографії видатного вченого. Станом на 2024 рік Journal Citation Reports вказує імпакт-фактор журналу як 11,3, що ставить його на третє місце серед 253 журналів у категорії «Геонауки, мультидисциплінарні» та шосте з 84 у категорії «Астрономія та астрофізика». Він реферується та індексується в Scopus, Science Citation Index Expanded, CAB Abstracts, Inspec та Academic Search.

## Редактори журналу
Журнал очолюють редактор або співредактори. Редактору допомагає редакційний комітет, до складу якого входять асоційовані редактори, постійні члени та іноді запрошені редактори. Гостьові члени комітету приходять на запрошення редактора на один рік. Інші члени редакційного комітету призначаються радою директорів на п'ятирічний термін. Редакційний комітет визначає, які теми мають бути включені до кожного тому і які спеціалісти мають стати авторами оглядових статей з цих тем. Автори статей не мають змоги подавати рукописи в журнал з власної ініціативи, без запрошення редакційного комітету. Рецензування рукописів здійснюється редакційним комітетом.
Головні редактори журналу:
- Фред Донат[en] (1973—1980)[16]
- Джордж Ветерілл[en] (1981—1996)[17]
- Реймонд Жанлоз[en] (1997—2013)[4]
- Реймонд Жанлоз[en] і Кетрін Фріман[en] (від 2014)[18]